# Museihuset
Museihuset var ett museum som omfattade dels ett motorbåtsmuseum, dels ett leksaksbilsmuseum. Museihuset låg längs riksväg 34 mellan Linköping och Motala, strax väster om Ljungsbro. Museet lades ner 2018.
Museihuset grundades 1994 under namnet Pärlbåten av de tre familjerna Værnéus, Evholt och Lindh. Under de första sex åren var museets utställningar förlagda i Rimforsa. I takt med ökat intresse för museet införskaffades större lokaler genom att man köpte och byggde om ett gammalt sädesmagasin. I samband med detta fick museet namnet Museihuset. Verksamheten drevs och förvaltades av Stiftelsen Pärlbåten.
Motorbåtsmuseets primära inriktning var att visa den svenska motordrivna fritidsbåtens historia och utveckling. Leksaksbilsmuseet visade bland annat en samling av cirka 9 000 modell/leksaksbilar i skala 1:40–1:50. I samlingen ingick också gamla modelltåg, som visades i drift på en modelljärnväg.